# Die rote Flut
Die rote Flut (englischer Originaltitel: Red Dawn, übersetzt „rote Morgendämmerung“) ist ein 1983 entstandener US-amerikanischer Spielfilm von John Milius aus dem Jahr 1984. Er erzählt die Geschichte einer Invasion der USA durch kubanische, nicaraguanische und sowjetische Truppen während des Dritten Weltkriegs, die zur Bildung einer Guerilla-Truppe US-amerikanischer Teenager führt, die grausam zurückschlägt. Der Actionfilm besitzt Elemente des Kriegs-, Jugend- und dystopischen Science-Fiction-Films. Zahlreiche Kritiker werten das Werk als reaktionären und hasserfüllten Propagandafilm.
Der Film kam am 10. August 1984 in die US-amerikanischen Kinos. In der Bundesrepublik Deutschland startete der Film am 21. Dezember 1984 und löste heftige Reaktionen aus; nach Protesten von Friedensaktivisten wurde der Film in einigen Städten (unter anderem Berlin, Düsseldorf und Freiburg) schnell wieder abgesetzt. Die deutsche Fernsehpremiere war am 14. Oktober 1995 auf RTL. 2012 wurde eine Neuverfilmung mit dem Titel Red Dawn gedreht.

## Handlung
Im Vorspann erklären einige Sätze, wie es zur Invasion kommen kann. Unter anderem marschieren sowjetische Truppen in Polen ein, Kuba und Nicaragua erobern El Salvador und Honduras. Die NATO wird aufgelöst. Ein Satz, der in der deutschen Fassung früher fehlte, ist folgender:

“Greens Party gains control of West German parliament. Demands withdrawal of nuclear weapons from European soil.”

„Die Partei der Grünen erlangt die Kontrolle über das Parlament der Bundesrepublik Deutschland. [Sie] fordert den Abzug nuklearer Waffen von europäischem Boden.“

An einem Septembermorgen in der amerikanischen Kleinstadt Calumet in Colorado hält ein örtlicher afroamerikanischer Gymnasiallehrer eine Unterrichtsstunde über die Massaker der Mongolen, als sowjetische und kubanische Fallschirmjäger in einem nahe gelegenen Feld landen. Die mit Maschinenpistolen und Granatwerfern bewaffneten Fallschirmjäger eröffnen das Feuer und töten sowohl den Lehrer als auch einige Schüler. Panik bricht aus. Die Brüder Jed und Matt Eckert fliehen zusammen mit ihren Freunden Robert, Danny, Daryl und Aardvark mit Jeds Pick-up in die Wildnis, nachdem sie sich hastig in der Tankstelle von Roberts Vater mit Waffen, Campingausrüstung und Proviant versorgt haben. Während sie auf dem Weg in die Berge sind, treffen sie auf eine sowjetische Straßensperre, werden aber von einem angreifenden Kampfhubschrauber der US-Armee gerettet. In der Innenstadt von Calumet versuchen kubanische und sowjetische Truppen, Ordnung nach einer übereilten Besetzung zu schaffen. Der kubanische Oberst Bella weist den KGB an, zu einem örtlichen Sportartikelgeschäft zu gehen und die Aufzeichnungen der Waffenverkäufe des Ladens auf dem ATF-Formulars 4473 zu erhalten, einem Formular, welches Bürger auflistet, die Feuerwaffen gekauft haben.
Nach einigen Wochen im Wald schleichen sich die Jugendlichen zurück in die Stadt; Jed und Matt erfahren, dass ihr Vater in einem Umerziehungslager festgehalten wird. Sie besuchen den Ort und sprechen mit ihm durch den Zaun; Mr. Eckert befiehlt seinen Söhnen, seinen unausweichlichen Tod zu rächen. Anschließend besuchen sie die Familie Mason und erfahren, dass sie hinter den feindlichen Linien im „besetzten Amerika“ stehen. Es wird aufgedeckt, dass Roberts Vater wegen des fehlenden Inventars in seinem Laden hingerichtet wurde. Die Masons beauftragen Jed und Matt, sich um ihre beiden Enkelinnen Toni und Erica zu kümmern.
Nachdem es zu einem Zwischenfall gekommen war, in dessen Folge drei sowjetische Soldaten getötet wurden, ordnen die Besatzer eine Massenexekution aller Gefangenen an – darunter auch die Väter von Jed, Matt und Aardvark. Als Reaktion darauf beginnen die Jugendlichen einen bewaffneten Widerstand gegen die Besatzungstruppen, wobei sie sich nach ihrem Schulmaskottchen „Wolverines“ nennen. Trotz der Repressalien erreichen die Besatzungstruppen nichts und erleiden schwere Verluste.

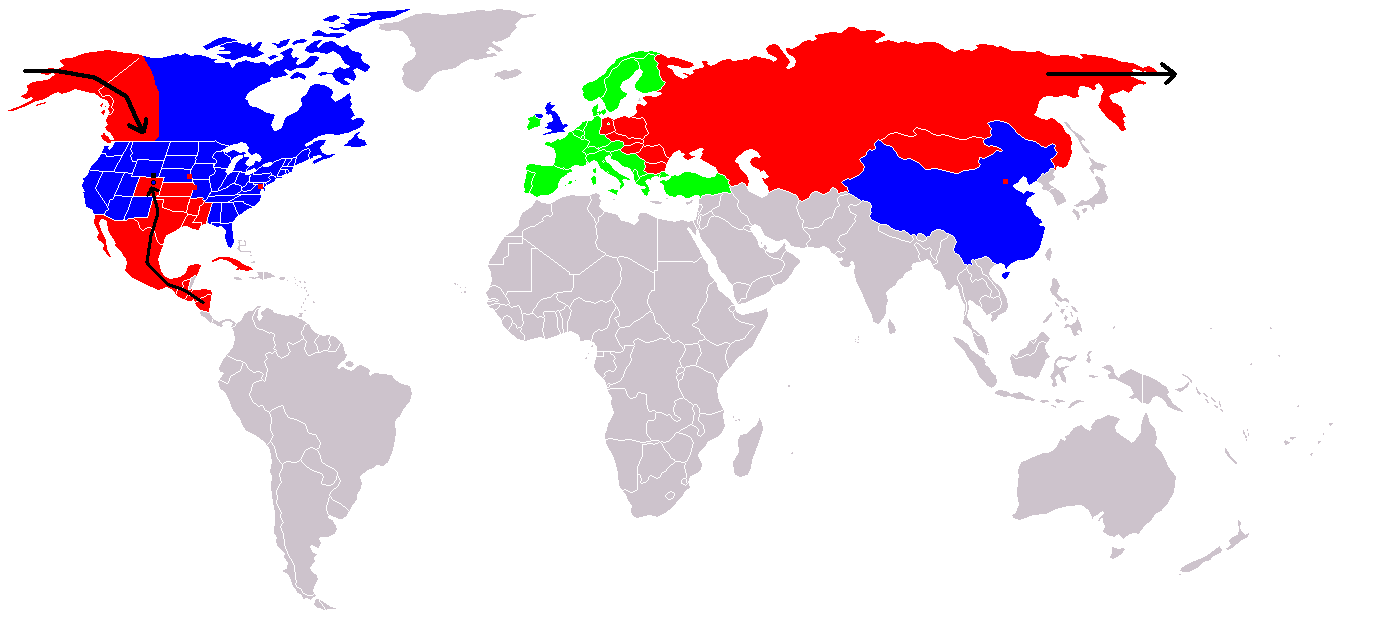
Karte der Ereignisse, die in dem Film beschrieben werden:
Blau: Die Vereinigten Staaten und ihre Verbündeten Kanada, das Vereinigte Königreich und die Volksrepublik China
Rot: Die Sowjetunion mitsamt den eroberten Gebieten und ihren Verbündeten Kuba und Nicaragua
Grün: Die neutralen Staaten Westeuropas
Die roten Punkte zeigen einige wichtige Städte wie Washington, D.C., Omaha (Nebraska), Kansas City (Missouri) und Peking (China), die von Atombomben ausgelöscht wurden.

Die Wolverines finden einen abgeschossenen Piloten, Lt. Col. Andrew Tanner, der sie über den aktuellen Kriegszustand informiert: Mehrere amerikanische Städte, einschließlich Washington, D.C., wurden durch Nuklearangriffe zerstört; das Strategic Air Command wurde von kubanischen Saboteuren außer Gefecht gesetzt; und Fallschirmjäger wurden von falschen Verkehrsflugzeugen abgesetzt, um Schlüsselpositionen in Vorbereitung auf nachfolgende Angriffe über Mexiko und Alaska zu ergreifen. Das mittlere Drittel der USA wurde übernommen, aber US-amerikanische Gegenangriffe haben die sowjetischen Fortschritte entlang der Rocky Mountains und des Mississippi gestoppt; die Frontlinien haben sich stabilisiert. Die einzigen Verbündeten der USA, Großbritannien und China, sind militärisch schwer geschädigt. Aus Angst vor atomarem Fallout verzichten beide Seiten auf den weiteren Einsatz von Atomwaffen.
Tanner hilft den Wolverines bei der Organisation von Überfällen gegen die Sowjets. Kurz darauf, bei einem Besuch an der Front, werden Tanner und Aardvark im Kreuzfeuer einer Panzerschlacht getötet. Daryl wird von den Sowjets in der Stadt gefangen genommen, nachdem er seinen Vater besuchte  – einem Kollaborateur – und verraten wurde. Mit Folterungen zwingen KGB-Offiziere Daryl, einen Peilsender zu verschlucken und sich erneut den Guerillas anzuschließen. Speznas werden mit tragbaren Radiotriangulationsgeräten in die Berge transportiert, dort aber von den Wolverines gestellt. Die Gruppe verfolgt die Quelle des Signals zu Daryl, der gesteht und um Gnade bittet, aber von Robert hingerichtet wird, nachdem Jed zuvor einen gefangen genommenen sowjetischen Soldaten erschossen hat.
Die übrigen Mitglieder beschließen, sich von Calumet zurückzuziehen und sich den freien US-amerikanischen Streitkräften anzuschließen, werden jedoch von Mi-24-Kampfhubschraubern angegriffen, wobei Robert und Toni umkommen. Jed und Matt greifen das sowjetische Hauptquartier in Calumet an, um die Truppen abzulenken, während Danny und Erica entkommen. Der Plan funktioniert, aber Jed und Matt werden schwer verwundet. Obwohl Oberst Bella den Brüdern begegnet, ist er nicht in der Lage, sie zu töten und lässt sie gehen. Nichtsdestoweniger wird nahegelegt, dass die Brüder in dem Park sterben, in dem sie Zeit als Kinder verbrachten.
Erica erzählt, dass die USA die sowjetische Invasion einige Zeit später zurückgedrängt haben. Eine Gedenkplakette ist mit dem Partisanenfelsen im Hintergrund zu sehen, auf dem der Name jedes (vermutlich) gefallenen Wolverines steht. Der Felsen ist umzäunt und die US-amerikanische Flagge weht in der Nähe. Die Inschrift der Plakette lautet wie folgt:

“… In the early days of World War 3, guerrillas – mostly children – placed the names of their lost upon this rock. They fought here alone and gave up their lives, so that this nation should not perish from the earth.”

„… In den Anfangstagen des 3. Weltkrieges schrieben Guerillas – zumeist Kinder – die Namen ihrer Gefallenen auf diesen Felsen. Sie kämpften hier allein und gaben ihre Leben, damit diese Nation nicht von der Erde getilgt wurde.“

## Produktion
In diesem Film standen Jennifer Grey und Patrick Swayze, das spätere Filmpaar aus Dirty Dancing, das erste Mal gemeinsam vor der Kamera. Grey nennt später diese filmische Zusammenarbeit, bei der sie eine Liebesszene gemeinsam spielten – die für die Endfassung allerdings geschnitten wurde – in einem Interview (1987) als Grund, dass sie bei den Probeaufnahmen zu ihrem Filmhit so gut miteinander harmonierten.

## Indizierung in Deutschland
In Deutschland war der Film über viele Jahre in der ungeschnittenen Fassung indiziert. Die Indizierung ist seit dem 30. November 2001 aufgehoben. Für die nicht indizierte Fassung war der Film um Szenen mit einer Länge von insgesamt 12 Minuten und 20 Sekunden auf 109 Minuten gekürzt.

## Neuverfilmung und spätere Einflüsse
2010 erschien eine australische Produktion mit dem Titel Tomorrow, When the War Began. Die Verfilmung des gleichnamigen, 1993 erschienenen Jugendbuches des Autors John Marsden hat eine ähnliche Handlung und spielt in Australien. Während in der Literaturvorlage die Herkunft der Invasoren im Dunkeln bleibt, sind die im Film gezeigten Invasoren asiatischen Ursprungs. Allerdings liegt im Film, wie in der Buchvorlage, der Schwerpunkt der Handlung im Gegensatz zu Red Dawn eher auf den Sorgen und Ängsten der handelnden Teenager und weniger auf den Actionszenen.
Ebenfalls 2010 sollte eine Neuverfilmung des Stoffs in die Kinos kommen. Regie führte der bisher nur als Stunt-Coordinator und Second-Unit-Regisseur in Erscheinung getretene Dan Bradley; das Drehbuch des Remakes stammt von Carl Ellsworth, Jeremy Passamore und Tony Gilroy. Die Handlung des Films wird aus den 1980ern in die Gegenwart versetzt, die kommunistischen Invasoren kommen diesmal aus Nordkorea. Ursprünglich war die Story jedoch vollkommen anders, denn die Invasoren kamen aus der Volksrepublik China. Das war auch der Grund, warum der Film komplett umgeschnitten und eine Menge Arbeit in die digitale Nachbearbeitung gesteckt werden musste, um chinesische Symbole und Plakate nunmehr durch nordkoreanische zu ersetzen. Dies geschah, nachdem der Film bereits fast komplett fertig gedreht war. Außerdem waren finanzielle Gründe des Filmstudios MGM ausschlaggebend für die lange Verzögerung. Der Film ist am 21. November 2012 in den USA veröffentlicht worden.

## Synchronisation
Die deutschsprachige Synchronisiert entstand unter der Dialogregie von Martin Großmann.
| Rolle                      | Darsteller         | Sprecher        |
| -------------------------- | ------------------ | --------------- |
| Jed Eckert                 | Patrick Swayze     | Benjamin Völz   |
| Robert Teasdale            | C. Thomas Howell   | Frank Schaff    |
| Matt Eckert                | Charlie Sheen      | Nicolas Böll    |
| Toni Mason                 | Jennifer Grey      | Melanie Pukaß   |
| Erica Mason                | Lea Thompson       | Maud Ackermann  |
| Daryl Bates                | Darren Dalton      | Frank Schröder  |
| Danny Bates                | Brad Savage        | Oliver Rohrbeck |
| Oberstleutnant Andy Tanner | Powers Boothe      | Manfred Lehmann |
| Tom Eckert                 | Harry Dean Stanton | Rolf Schult     |
| Bürgermeister Bates        | Lane Smith         | Hermann Ebeling |
| Jack Mason                 | Ben Johnson        | Arnold Marquis  |

## Kritiken
Die rote Flut entstand zwei Jahre nach Reagans Rede über „Das Reich des Bösen“ und so ist der umstrittene Film, dessen Story von Kevin Reynolds stammt, dann auch ein Produkt der „Eiszeit“ des Kalten Krieges.
Das Time Magazine schrieb:

„Bei ‚Die rote Flut‘ handelt es sich um eine Allegorie, die geschickt entworfen wurde, um die Moral des Vietnamkriegs umzudrehen. Die USA werden von kommunistischen Truppen besetzt (Kubaner und Nicaraguaner im Dienste der Sowjets), und amerikanische Teenager als Helden und Heldinnen ziehen sich in die Berge von Colorado zurück, um eine Guerilla-Truppe aufzubauen. So sind jetzt Amerikaner der Vietcong, die kleinen Leute, die Underdogs, die für ihr eigenes Land kämpfen. Die Sowjets sind jetzt die unterdrückende Großmacht (wie die Amerikaner in Vietnam), die Eroberer mit überlegenen Kräften und den todbringenden Kampfhubschraubern. So liegt die Schuld bei den Sowjets, und über das amerikanische Kinopublikum kommt eine eigenartige, sublime Absolution.“

Die Süddeutsche Zeitung kritisierte:

„Milius’ jugendliche Helden sind ein Ausbund an Sauberkeit, Intelligenz und Opferbereitschaft, während ihre sowjetischen Gegenspieler sich durch viehische Brutalität und durch Dummheit auszeichnen.“

Hellmuth Karasek merkte im Spiegel ironisch mit Blick auf Ronald Reagans Aufrüstungsprogramme bezüglich der Neutronenbombe und des SDI-Programmes an:

„Der Film, offensichtlich zur moralischen Aufrüstung gedacht, verfehlt sein Ziel auf das bedenklichste und ist richtig wehrkraftzersetzend. Denn was braucht der Westen, was braucht die freie Welt Raketen, Neutronenbomben und Laserkanonen, wenn es doch reicht, daß ein paar Schüler nach der Schule statt zum Football zum Partisanenkrieg gehen?“

## Sonstiges
Das Guinness Buch der Rekorde führte von 1986 bis 1988 Die rote Flut als den „Film mit den schlimmsten Gewaltszenen“ und bezieht sich damit auf eine „Studie über Gewalt im Film“.

## Auszeichnungen
Brad Savage wurde 1984 für einen Young Artist Award nominiert.